# Гамбит Кохрена (русская партия)
Гамбит Кохрена — гамбитное продолжение в русской партии, возникающее после ходов: 

1. e2-e4 e7-e5 

2. Kg1-f3 Kg8-f6 

3. Kf3:e5 d7-d6 

4. Ke5:f7.
Относится к открытым началам.

## История
Эта жертва фигуры в одном из основных вариантов русской партии была предложена шотландским мастером XIX века Джоном Кохреном. Основная идея гамбита — пожертвовав коня за две пешки, опередить противника в развитии и, пользуясь ненадёжным положением короля, получить шансы на атаку. Современная теория считает гамбит сомнительным и в турнирной практике гроссмейстеров данный гамбит практически не встречается.

## Основные варианты
После 4…Крe8:f7 у белых есть следующие возможности:
- 5. Cf1-c4+? d6-d5! — Теперь во всех вариантах у чёрных преимущество
  - 6. e4:d5 Cf8-d6 7. 0—0 Лh8-f8 8. d2-d4 Kpf7-g8
  - 6. Сс4-b3
    - 6. …Kf6:e4 7. Фd1-h5+ Kpf7-e6!
    - 6. …Cc8-g4 7. f2-f3 Cg4-e6! 8.e4-e5 Kf6-h5
    - 6. …Cc8-e6
- 5. Kb1-c3?! Фd8-e8!
  - 6. Cf1-c4+ Cc8-e6 7. Cc4:e6+ Фe8:e6 8. 0—0 c7-c5 9. f2-f4 — с преимуществом чёрных
  - 6. d2-d4
- 5. d2-d4 — наиболее популярное продолжение атаки
  - 5. …Kf6:e4? 6. Фd1-h5+ Kpf7-e7 7. Фh5-e2 — у белых выигрышная позиция
  - 5. …d6-d5? 6. e4-e5
    - 6. …Kf6-e8? 7. Cf1-d3 g7-g6 8. h2-h4 — с преимуществом белых
    - 6. …Kf6-e4 7. Cf1-d3
      - 7. …Kb8-c6 c2-c3
      - 7. …Фd8-h4 8. 0—0 g7-g6 9. Cd3:e4 d5:e4 10. f2-f3

    - 6. …Фd8-e7?! 7. Kb1-c3 c7-c6 7. f2-f3! 
    - 6. …Cc8-e6?! 7. Kb1-c3 Cf8-e7 8. f2-f4 Лh8-e8 8. f4-f5 Ce6-d7 9. Cf1-c4+ Kpf7-f8 10. 0—0
    - 6. …Фd8-e8 7. Kb1-c3 g7-g6
    - 6. …c7-c6
    - 6. …Kb8-d7 7. Cf1-c4+ d6-d5 8. Cc4:d5+ Kf6:d5 9. Фd1-h5+
    - 6. …Cf8-e7 7. Kb1-c3
    - 6. …c7-c5!? 7. d4:c5
    - 6. …g7-g6